# Осинькин, Игорь Витальевич
И́горь Вита́льевич О́синькин (род. 4 июня 1965, Пенза) — советский и российский футболист, полузащитник и нападающий; футбольный тренер.

## Биография
В течение карьеры футболиста выступал в основном в командах Северокавказского региона первой и второй лиг.
В 1987 году окончил факультет физического воспитания Северо-Осетинского государственного университета. В 2004 году с отличием окончил Высшую школу тренеров (ВШТ) в Москве.
С 1990 по 2005 год работал тренером во владикавказской СДЮСШОР «Юность». Одновременно с этим работал тренером в юношеской сборной России и клубе «Автодор». В 2005 году начал работать с молодёжными командами в Поволжье, тренируя СДЮШОР «Крылья Советов» (в качестве тренера-преподавателя), команды «Крылья Советов-СОК», «Тольятти» и «Академия» (в качестве главного тренера). В 2007—2009 годах Осинькин возглавлял сборную зоны «Урал-Поволжье» второго дивизиона на традиционном ноябрьском турнире Кубок ПФЛ «Надежда» (в 2007 и 2008 году по его итогам команда занимала 3-е место). Кроме того, Осинькин считается первым тренером Алана Дзагоева.
В 2011 году проходил стажировку в «Челси».
В июне 2013 года временно возглавил краснодарскую «Кубань», пока клуб решал вопрос с назначением Доринела Мунтяну на пост главного тренера. За это время успел провести с командой три матча, после чего перешёл на работу с молодёжной командой. 3 мая 2016 года вновь был назначен на пост главного тренера «Кубани», став третьим главным тренером команды за сезон. Под его руководством краснодарцы уступили в стыковых матчах «Томи» и покинули Премьер-лигу, после чего тренер покинул клуб.
28 июня 2016 года возглавил команду ПФЛ «Чертаново». По итогам двух первых сезонов сумел занять 1-е место в группе «Запад» Первенства ПФЛ сезона 2017/18 и вывести команду в ФНЛ. В этом турнире «Чертаново» также выступало достаточно уверенно, заняв 5-е и 3-е места соответственно, остановившись в шаге от выхода в элиту российского футбола.
28 июля 2020 года был назначен главным тренером самарских «Крыльев Советов». Под руководством Осинькина команда стала победителем Первенства ФНЛ и спустя год вернулась в РПЛ, а также дошла до финала Кубка России, где уступила «Локомотиву» со счётом 1:3.
23 июня 2021 Игорь Осинькин заключил трёхлетний контракт с «Крыльями Советов». 18 июня 2022 заключил новый трёхлетний контракт с командой. 27 мая 2025 года покинул клуб в связи с истечением срока контракта.

## Достижения тренера

### Командные
«Чертаново»:
- Победитель Первенства ПФЛ (зона «Запад»): 2017/18

«Крылья Советов»:
- Победитель Первенства ФНЛ: 2020/21
- Финалист Кубка России: 2020/21

### Личные
- Лучший тренер месяца Премьер-лиги: октябрь 2021[14]
- Заслуженный работник физической культуры Самарской области[15]

## Статистика

### Клубная
| Выступление            | Выступление      | Выступление      | Лига | Лига | Дубль | Дубль | Итого | Итого |
| Клуб                   | Лига             | Сезон            | Игры | Голы | Игры  | Голы  | Игры  | Голы  |
| ---------------------- | ---------------- | ---------------- | ---- | ---- | ----- | ----- | ----- | ----- |
| Спартак (Орджоникидзе) | Вторая           | 1982             | —    | —    | —     | —     | 0     | 0     |
| Спартак (Орджоникидзе) | Первая           | 1984             | —    | —    | 3     | 3     | 3     | 3     |
| Спартак (Орджоникидзе) | Первая           | 1985             | —    | —    | —     | —     | 0     | 0     |
| Спартак (Орджоникидзе) | Первая           | 1986             | —    | —    | —     | —     | 0     | 0     |
| Спартак (Орджоникидзе) | Итого            | Итого            | —    | —    | 3     | 3     | 3     | 3     |
| → Амударья (Нукус)     | Вторая           | 1983             | 17   | 1    | —     | —     | 17    | 1     |
| → Амударья (Нукус)     | Итого            | Итого            | 17   | 1    | —     | —     | 17    | 1     |
| Локомотив (Мин.Воды)   | Вторая           | 1987             | 5    | 0    | —     | —     | 5     | 0     |
| Локомотив (Мин.Воды)   | Итого            | Итого            | 5    | 0    | —     | —     | 5     | 0     |
| Динамо (Махачкала)     | Вторая           | 1988             | 20   | 2    | —     | —     | 20    | 2     |
| Динамо (Махачкала)     | Итого            | Итого            | 20   | 2    | —     | —     | 20    | 2     |
| Всего за карьеру       | Всего за карьеру | Всего за карьеру | 42   | 3    | 3     | 3     | 45    | 6     |

### Тренерская
| Клуб                | Начало работы | Окончание работы | Результаты | Результаты | Результаты | Результаты | Результаты |
| Клуб                | Начало работы | Окончание работы | И          | В          | Н          | П          | В %        |
| ------------------- | ------------- | ---------------- | ---------- | ---------- | ---------- | ---------- | ---------- |
| Крылья Советов-СОК  | 26 июня 2006  | 2007             | 43         | 16         | 3          | 24         | 037,21     |
| Тольятти            | 2008          | 2009             | 67         | 25         | 15         | 27         | 037,31     |
| Академия (Тольятти) | 2010          | июнь 2013        | 76         | 36         | 17         | 23         | 047,37     |
| Кубань              | 10 июня 2013  | 29 июня 2013     | 3          | 1          | 2          | 0          | 033,33     |
| Кубань              | 3 мая 2016    | 13 июня 2016     | 6          | 3          | 0          | 3          | 050,00     |
| Чертаново           | 28 июня 2016  | 28 июля 2020     | 141        | 71         | 35         | 35         | 050,35     |
| Крылья Советов      | 28 июля 2020  | 27 мая 2025      | 194        | 85         | 35         | 74         | 043,81     |
| Всего               | Всего         | Всего            | 530        | 237        | 107        | 186        | 044,72     |